# آوزروگ
آوزروگ (عربی: أفزروك, ارمنی: Աւզրուկ, کردی: ئاڤزریك, سریانی: ܐܦ̮ܙܪܘܟ) روستایی در استان دهوک در اقلیم کردستان، عراق می‌باشد. این روستان در شهرستان سمیل واقع شده است. 
روستا به دو بخش علیا و سفلی تقسیم شده است. در بخش آوزورگ شانو (آوزورگ علیا) کلیسای مار جرجیس, و در بخش آوزورگ میری (آوزورگ سفلی) کلیسای وارتان مقدس متعلق به کلیسای حواری ارمنی قرار گرفته است.

در سال ۲۰۱۱، آواگ آسادوریان، اسقف اعظم کلیسای حواری ارمنی در عراق از این روستا بازدید نمودند.